# Campionat de Catalunya de bàsquet femení de 1960
El Campionat de Catalunya de bàsquet femení de 1960 fou la setzena edició de la competició. Se celebrà des del 2 de gener fins al 9 de maig de 1960 i fou organitzat per la Federació Catalana de Basquetbol. Hi participaren deu clubs que disputaren la competició en format de lliga regular a doble volta, amb un total de divuit jornades. La classificació final s'establí d'acord amb els punts totals obtinguts per cada equip en finalitzar el campionat. Els equips obtingueren dos punts per cada partit guanyat i un punt per cada partit perdut.
Es proclamà campió el Col·legi Immaculada Concepció Argentona, que guanyà tots els partits de competició i aconseguí el seu primer Campionat de Catalunya. El vigent campió, el Picadero Jockey Club, finalitzà el segon lloc i el Club Esportiu Cottet, en tercer lloc.

## Clubs participants
- CIC Argentona
- Club Banesto
- CT Barcino
- Club Esportiu Cottet
- CE Hispano Francès
- Júnior Futbol Club
- Liceu Francès
- Pedagogium San Fernando
- Picadero Jockey Club
- Secció Femenina de Barcelona

## Taula de resultats
| Casa \ Fora        | ARG   | BAN   | BAR   | COT   | HIS   | JUN   | LIC   | PED   | PIC   | SFB   |
| ------------------ | ----- | ----- | ----- | ----- | ----- | ----- | ----- | ----- | ----- | ----- |
| CIC Argentona      | —     |       | 76–32 | 31–14 |       | 59–31 |       | 63–49 | 33–31 |       |
| Club Banesto       | 26–50 | —     |       |       | 45–18 | 42–33 | 33–36 | 36–27 |       | 55–44 |
| CT Barcino         |       |       | —     | 20–32 | 49–26 | 21–23 | 29–53 | 32–46 | 18–31 | 27–40 |
| CE Cottet          | 59–43 | 37–13 | 33–22 | —     | 57–9  | 51–6  | 28–23 | 21–13 |       | 61–27 |
| CE Hispano Francès | 2–47  | 22–41 | 13–24 |       | —     | 12–31 |       | 7–38  | 10–40 | 14–33 |
| Júnior FC          | 26–87 |       | 33–30 |       |       | —     | 33–42 |       |       | 29–37 |
| Liceu Francès      | 3–33  | 34–32 | 47–33 |       | 56–19 | 49–26 | —     | 31–38 | 29–35 | 30–20 |
| Pedagogium SF      | 24–63 |       | 32–20 | 24–36 | 46–10 |       | 40–37 | —     |       | 47–33 |
| Picadero JC        | 46–47 | 39–34 | 31–18 | 35–29 | 2–0   |       |       |       | —     | 60–24 |
| Secció Femenina    |       | 50–42 | 34–18 |       | 56–25 |       | 41–43 | 25–36 | 33–67 | —     |

1. ↑  L'Hispano Francès no es presentà al partit i fou declarat guanyador el Picadero JC per incompareixença del rival.

## Classificació general
| Pos | Equip              | PJ | G  | P  | PF | PC | DP | Pts |
| --- | ------------------ | -- | -- | -- | -- | -- | -- | --- |
| 1   | CIC Argentona      | 18 | 18 | 0  | 0  | 0  | 0  | 36  |
| 2   | Picadero JC        | 11 | 9  | 2  | 0  | 0  | 0  | 20  |
| 3   | CE Cottet          | 12 | 10 | 2  | 0  | 0  | 0  | 22  |
| 4   | Liceu Francès      | 13 | 8  | 5  | 0  | 0  | 0  | 21  |
| 5   | Pedagogium SF      | 12 | 7  | 5  | 0  | 0  | 0  | 19  |
| 6   | Secció Femenina    | 12 | 6  | 6  | 0  | 0  | 0  | 18  |
| 7   | Club Banesto       | 11 | 5  | 6  | 0  | 0  | 0  | 16  |
| 8   | Júnior FC          | 10 | 3  | 7  | 0  | 0  | 0  | 13  |
| 9   | CT Barcino         | 15 | 2  | 13 | 0  | 0  | 0  | 17  |
| 10  | CE Hispano Francès | 14 | 0  | 14 | 0  | 0  | 0  | 14  |

| Campió de Catalunya de bàsquet de 1960 |
| -------------------------------------- |
| CIC Argentona Primer títol             |